# 疋田寛吉
疋田 寛吉（ひきた かんきち、1923年7月27日 - 1998年5月17日）は、日本の詩人、書道評論家。 

## 生涯
東京日本橋生まれ。戦前から詩を発表。 
戦後は『荒地』同人。鎌倉文庫、ひまわり社で文芸誌編集者、世界文化社の『家庭画報』編集長、ほか『定本図録川端康成』『日本の書』などを編集。 
1979年以降、書画の制作・発表、書論・評論などを執筆した。 

## 著書
- 『抒情詩のためのノート』鮎川信夫共著　ひまわり社　1957
- 『漏刻 詩画集』創芸社　1978
- 『書人外書伝』読売新聞社　1983
- 『我流毛筆のすすめ』読売新聞社　1986
- 『川端康成「魔界」の書』芸術新聞社　1987
- 『書美求心 近代文化人の書』平凡社　1990
- 『近代文人にみる書の素顔』二玄社　1995
- 『詩人の書』二玄社　2006

## 参考
- 詩人の書 - 紀伊国屋書店BookWeb
- 読売新聞訃報
- 「川端康成魔界の書」著者紹介文

## 注
1. ↑  『現代日本人名録』1987年